# 이스라엘의 가자 지구 침공
이스라엘의 가자 지구 침공은 2023년 10월 27일 저녁, 이스라엘은 이스라엘-하마스 전쟁의 일환으로 가자 지구에 대규모 침공을 시작한 것이다. 하마스를 파괴하고 인질을 구출하며 가자 지구를 통제하겠다는 목표가 있다.
이스라엘의 작전이 시작된 이후 가자 지구에서 28,000명 이상의 팔레스타인인이 사망했으며 그 중에는 10,000명 이상의 어린이와 7,000명의 여성이 포함되어 있으며 또 다른 7,000명이 실종되어 파괴된 건물 잔해 속에서 사망한 것으로 추정되고 있다.

## 같이 보기
- 이스라엘의 가자 지구 철수